# Dozer
Dozer est un groupe suédois de stoner rock, originaire de Borlänge.

## Biographie
Dozer est formé en 1995 par Tommi Holappa, Fredrik Nordin, Erik Bäckwall et Magnus Larsson. En 1996, Larsson quitte le groupe et est remplacé à la basse par Johan Rockner. En 1998, le groupe sort une démo intitulée Universe 75 et deux splits, l'un avec leurs compatriotes de Demon Cleaner, le second avec Unida, un des groupes de l'ancien chanteur de Kyuss John Garcia. Fin 1999 Tommi Holappa fonde un projet parallèle de rock psychédélique nommé Greenleaf avec le batteur de Demon Cleaner Daniel Lidén et le producteur Bengt Bäcke. Dans le futur, plusieurs autres membres de Dozer joueront aussi dans ce groupe.
En 2000, ils sortent l'album In the Tail of a Comet chez Man's Ruin Records, puis l'année suivante Madre de Dios. Après la fermeture du label américain, ils sortent en 2003 Call It Conspiracy par le biais du petit label suédois Molten Universe. Ils en font la promotion en ouvrant en Europe pour la tournée Monstergroove 2003 qui réunit Spiritual Beggars, Clutch et Spiritu. Erik Bäckwall quitte le groupe peu après la sortie de l'album et est remplacé par le batteur de Demon Cleaner Karl Daniel Lidén.
Début 2005 Dozer ouvre, en compagnie successivement de Burst et d'Extol, pour Mastodon lors de la tournée européenne en promotion du deuxième album de ces derniers, Leviathan. Leur quatrième album, Through the Eyes of Heathens, sur lequel Troy Sanders de Mastodon apparaît sur un titre, sort en novembre. Le groupe tourne de nouveau en Europe mais cette fois en tête d'affiche durant les dernières semaines de 2005. En 2006, Lidén est remplacé par Olle Mårthans. Le groupe effectue une nouvelle tournée européenne en novembre. Fin 2008, le groupe sort Beyond Colossal, un cinquième album produit par leur ancien batteur Karl Daniel Lidén et sur lequel apparaît le chanteur de Clutch Neil Fallon. En 2009 après que Fredrik Norden décide de reprendre ses études, les autres membres du groupe décident de mettre Dozer en pause et de se consacrer à d'autres projets musicaux.
En novembre 2012 ils annoncent leur retour. En avril 2013 Dozer participe aux éditions berlinoise et londonienne du Desertfest avant de sortir l'EP Vultures en juillet. L'année suivante ils jouent au Hellfest.

## Membres

### Membres actuels
- Fredrik Nordin - chant, guitare (1995-2009, depuis 2013)
- Tommi Holappa - guitare (1995-2009, depuis 2013)
- Johan Rockner - basse (1996-2009, depuis 2013)
- Olle « Bull » Mårthans - batterie (2006-2009, depuis 2013)

### Anciens membres
- Karl Daniel Lidén - batterie (2003-2006)
- Erik Bäckwall - batterie (1995-2003)
- Magnus Larsson - basse (1995-1996)

## Discographie

### Albums studio
- 2000 : In the Tail of a Comet
- 2001 : Madre de Dios
- 2002 : Call It Conspiracy
- 2005 : Through the Eyes of Heathens
- 2008 : Beyond Colossal
- 2023 : Drifting in the Endless Void

### EP et splits
- 1998 : Universe 75 (démo)
- 1998 : Demon Cleaner vs. Dozer (split avec Demon Cleaner)
- 1998 : The Best Of Wayne-Gro / Coming Down The Mountain (split avec Unida)
- 1999 : Domestic Dudes (split avec Demon Cleaner)
- 1999 : Hawaiian Cottage (split avec Demon Cleaner)
- 2001 : Sonic Reducer / El Cono del Encono (split avec Los Natas)
- 2007 : Exoskeleton (split avec Brain Police)
- 2007 : Star by Star (split avec Giants of Science)
- 2013 : NYMF / Dozer (split avec NYMF)
- 2013 : Vultures (EP)